# García Jofre de Loaísa
García Jofre de Loaísa (Ciudad Real, 1490 – Oceano Pacifico, 30 luglio 1526) è stato un esploratore spagnolo al quale re Carlo I di Spagna ordinò di organizzare una spedizione in Asia, nota come spedizione Loaísa, che nel 1525 seguì la rotta occidentale per colonizzare le isole delle spezie nelle Indie Orientali, attraversando nel tragitto l'oceano Atlantico e l'oceano Pacifico.
A bordo vi erano oltre 450 persone, compresi diversi tipi di commercianti ed amministratori, decisi a fondare insediamenti permanenti spagnoli nelle Indie orientali spagnole.

## Biografia
Una flotta di sette navi prese parte alla spedizione: Santa María de la Victoria, Espiritu Santo, Anunciada, San Gabriel, Santa María del Parral, San Lesmes e Santiago. Jofre de Loaísa fu nominato capitano con Juan Sebastián Elcano, il quale aveva raggiunto le isole delle spezie nel 1521 con la spedizione di Magellano. La flotta salpò da La Coruña il 24 luglio 1525 e giunse sulle coste della Patagonia nel gennaio 1526 con due navi che si erano staccate dal gruppo. Nelle settimane seguenti la flotta continuò a riunirsi e disperdersi a causa dei forti venti nel tentativo di entrare nello stretto di Magellano. Due navi naufragarono ed una virò verso l'Atlantico disertando la spedizione. Alla fine rimasero quattro navi che, in mezzo al cattivo tempo, raggiunsero l'oceano Pacifico a maggio, prima di venire separate nuovamente, e stavolta definitivamente, da una forte tempesta.
Uno dei galeoni, il San Lesmes, scomparve. Il Santiago si diresse a nord e con un sorprendente viaggio di 10 000 km raggiunse la costa pacifica del Messico nel luglio 1526, portando a termine la prima navigazione dall'Europa alla costa occidentale dell'America del Nord.
La terza nave, la Santa María del Parral, navigò il Pacifico e giunse a Sanghir al largo della costa settentrionale di Celebes, dove la nave fu tirata a riva ed il suo equipaggio ucciso o schiavizzato dai nativi. Quattro di loro furono salvati nel 1528 da un'altra spedizione spagnola in arrivo dal Messico. Il galeone Santa Maria de la Victoria fu l'unica nave a raggiungere le isole delle spezie nel settembre 1526.
Alcuni esploratori della spedizione morirono durante l'attraversamento del Pacifico. Loaísa morì di scorbuto il 30 luglio 1526, Elcano morì poche settimane dopo, Alonso de Salazar morì dopo un mese mentre Yñigez giunse alle isole Visayas e Mindanao nelle Filippine ed alle Molucche, ma vi morì per avvelenamento da cibo. De la Torre si ancorò in Indonesia per attendere aiuto dalla Spagna. Solo Andrés de Urdaneta e 24 altri uomini sopravvissero allo sbarco sulle isole delle spezie, dove furono catturati dai portoghesi che erano giunti dai loro avamposti nelle Indie Orientali. Alla fine Urdaneta e pochi altri riuscirono a tornare in Spagna nel 1536 scortati dall'armata portoghese in India (Armadas da Índia).
Il destino della San Lesmes viene raccontato nel thriller cospirativo di Greg Scowen intitolato The Spanish Helmet, basato sulla teoria di Robert Langdon secondo la quale il vascello perduto avrebbe scoperto la Nuova Zelanda dopo essersi incagliata sull'atollo francese di Amanu.

## Opere
- (ES)  Landín Carrasco, Amancio. España en el mar. Padrón de descubridores. Madrid: Editorial Naval, ISBN 84-7341-078-5
- (ES)  Oyarzun, Javier. Expediciones españolas al Estrecho de Magallanes y Tierra de Fuego. Madrid: Ediciones Cultura Hispánica, ISBN 84-7232-130-4.
- (ES)  "Expedición de Loaysa ó Loaisa 1524-1536" Historia Naval de España
- Snow, Philip e Waine, Stefanie. The people from the horizon. Londra: Mclaren Publishing, ISBN 0-947889-05-1
- "Expedition of García de Loaisa 1525-26." Archiviato l'11 gennaio 2013 in Archive.is. In  The Philippine Islands, 1493-1898, edito da Emma Helen Blair e James Alexander Robertson. Cleveland, Ohio: A.H. Clark Company, 1903-9. Vol. 2, 1529-1561. pp. 25–35.
- Scowen, Greg. The Spanish Helmet. Whare Rama Books, ISBN 978-1-4635-5848-2